# ポール・シュナイダー (映画監督)
ポール・シュナイダー（Paul Schneider）は、アメリカ合衆国の映画監督。

## 作品
- ホーンティング　呪われた血の娘
- 閉ざされた楽園
- ワンダフル・ドッグ　ともだちはレトリバー
- 致死誓約
- ＨＥＬＰ！おたすけエイリアンズ
- ユー・ラッキー・ドッグ／名犬ラッキーは大富豪？
- シリアル・フロー～狙われたフィアンセ
- バスジャック (1996年のTV映画)
- シングル・ファーザー (1996年のTV映画)
- シャドー・フォース
- アリッサ・ミラノの 朝まで踊ろう
- ベイビー・ケイクス